# Carl Krug von Nidda
Carl Krug von Nidda, auch Karl (* 23. August 1820 in Dresden; † 7. Januar 1880 ebenda) war ein sächsischer Generalleutnant.

## Leben

### Herkunft und Familie
Krug von Nidda war der älteste Sohn des sächsischen Obersts Christoph Karl Ernst Ludwig Krug von Nidda und dessen Ehefrau Charlotte, geb. von Craushaar aus Sangershausen. Durch seine Heirat mit der Tochter des sächsischen Staatsministers Johann Paul von Falkenstein, Linna, geborene Freiin von Falkenstein aus dem Hause Frohburg bekam er mindestens vier Kinder, nämlich den späteren sächsischen Wirtschaftsminister Friedrich Krug von Nidda und von Falkenstein, den sächsischen General der Kavallerie Hans Krug von Nidda, einen im Kindesalter verstorbenen Sohn und eine Tochter.

### Karriere
Krug von Nidda besuchte ab 1829 das Vitzthumsche Gymnasium in Dresden, welches er 1838 mit dem Abitur erfolgreich beendete. Nachfolgend besuchte er die Universität in Leipzig, die er wegen Schulden im Wert von 300 Thalern aber schon 1840 wieder verließ. Er trat dann im selben Jahre als Fahnenjunker in das 2. Leichte Reiter-Regiment der sächsischen Armee in Borna ein. Im selben Jahre erfolgte noch die Beförderung zum Leutnant. 1846 diente er als Adjutant seines Stammregiments. In den folgenden Jahren stieg er weiter in den Rängen auf und wurde 1849 zum Oberleutnant befördert und in das Garde-Reiter-Regiment versetzt. 1850 wurde er zum sächsischen Kriegsministerium abkommandiert, wo er als Adjutant des sächsischen Kriegsministers fungierte. Nachfolgend diente er bis 1854 im 1. Reiter-Regiment. Für seine Verdienste wurde er 1853 mit dem Ritterkreuz des Albrechtsordens ausgezeichnet. Im Januar 1854 wurde er zum Rittmeister befördert und zum Generalstab abkommandiert. Im Oktober 1854 wurde er Wirtschaftschef des 3. Reiter-Regiments und 1856 zum Kommandeur der dritten Schwadron des Garde-Reiter-Regiment ernannt.
In dieser Position blieb er für die nächsten zehn Jahre und wurde dann im März 1866 zum Major befördert. Nach Ausbruch des Deutschen Krieges wurde er schon im Juli desselben Jahres zum Oberstleutnant befördert und nahm mit großem Verdienste an der Schlacht bei Gitschin teil. Für seine geschickte Führung wurde er mit dem sächsischen Verdienstorden und dem österreichischen Leopoldsorden ausgezeichnet. Nach Kriegsende wurde er noch im Dezember 1866 zum Oberst und Kommandeur des Garde-Reiter-Regiments ernannt. 1870 erfolgte seine Beförderung zum Generalmajor und Kommandeur der 1. Kavallerie-Brigade Nr. 23. Er nahm mit seiner Brigade am Deutsch-Französischen Krieg teil und wurde mit dem Komturkreuz des Albrechtsorden und dem Eisernen Kreuz ausgezeichnet. 1872 wurde er zum Generaladjutanten ernannt und 1874 zum Generalleutnant befördert. Einige Jahre später übernahm er 1877 auch die Verwaltung über das Ober-Stall-Amt am sächsischen Königshofe. 1880 verstarb er nach einem langen Magenleiden.
Er war Mitglied der Oberlausitzischen Gesellschaft der Wissenschaften.